# Horní Lefantovce (starý zámek)
Starý zámek v Horních Lefantovcích (též starší kaštel nebo kaštel Jezerniczkých) je hrad přestavěný na zámek v okrese Nitra v Nitranském kraji na Slovensku. Nachází se u Hlavní ulice ve východní části vesnice. Spolu s přilehlým parkem je zámek chráněn jako národní kulturní památka.

## Historie
Hrad ve třináctém století založila nejbohatší větev rodu pánů z Ludanic, která používala přídomek de Elephant. Po Lefantyech panství převzal rod Edelsheim-Gyulai, který v devatenáctém století realizoval romantickou přestavbu sídla a založil u něj anglický park.

## Stavební vývoj
Hrad byl ve třináctém století založen na mírné vyvýšenině. Jeho jádrem byla archeologicky doložená kamenná okrouhlá věž s vnějším průměrem okolo devíti metrů. Stávala přibližně v západní části čestného dvora. Opevnění v nejstarší fázi tvořil jen vodní příkop a snad nějaká forma dřevěného ohrazení. Sídlo tedy mělo charakter tvrze. Někdy během čtrnáctého nebo patnáctého století byl v sousedství věže postaven palác a areál sídla byl obehnán zděnou hradbou.
Do podoby sídla výrazně zasáhla renesanční přestavba na přelomu šestnáctého a sedmnáctého století, dokončená roku 1618. Během ní byla zbořena stará věž a zbývající hradníkonstrukce byly začleněny do zdiva nově zbudovaného čtyřkřídlého zámku. Nádvoří bylo lemované arkádami a v nárožích stály okrouhlé věže. Součástí vnějšího opevnění byl tehdy ještě funkční vodní příkop. Dochovaná podoba zámku je výsledkem barokních úprav, při nichž byla zbořena střední část východního křídla. V devatenáctém století konečnou podobu završily romantické úpravy fasád. V prostoru parku jsou na povrchu vyznačeny archeologicky zjištěné stopy hradního zdiva.